# Divisiones administrativas de Groenlandia

Divisiones administrativas de Groenlandia desde el 1 de enero de 2018.

Groenlandia está dividida en cinco municipalidades -Avannaata, Kujalleq, Qeqertalik, Qeqqata y Sermersooq- así como las otras dos áreas no incorporadas del parque nacional del noreste de Groenlandia y la Base aérea de Thule (Conocida como Pituffik). La base área, administrada por la Fuerza Aérea de los Estados Unidos, opera como un enclave no incorporado dentro de los límites, aunque separado  de Avannaata (antes municipio de Qaasuitsup).  Esta división, efectuada par la fusión de las antiguas municipalidades groenlandesas, entró en vigor el 1 de enero de 2009. 9 años después los municipios de Avannaata y Qeqertaliketalik, fueron creados a partir del municipio de Qaasuitsup, reemplazando al mismo.

## Historia
Groenlandia estaba originalmente divida en las dos colonias de Groenlandia del Norte, con su capital en Godhavn (actual Qeqertarsuaq) y Groenlandia del Sur, con su capital en Godthaab (actual Nuuk). Estas colonias eran dirigidas por inspectores hasta 1924, cuando se les promovió a gobernadores. Las colonias fueron unidas en 1940 y la administración de ambas se centralizó en Godthaab.  
Posteriormente, Groenlandia fue ascendida a miembro de pleno derecho en el Estado de Dinamarca, dando a todos sus habitantes nacionalidad danesa. Entonces, la isla fue administrada en tres condados (danés: amt, plural amter): Groenlandia Occidental (Vestgrønland), Groenlandia Oriental (Østgrønland) y Groenlandia del Norte (Nordgrønland). El gran parque nacional del noreste de Groenlandia era parte tanto de Groenlandia del Norte como de Groenlandia Oriental, pero no estaba incorporado a ninguno de los dos.
Con la llegada de la autonomía en 1979, estos nombres fueron regionalizados (llevados al idioma groenlandés) a Kitaa, Tunu y Avannaa respectivamente. Para el año 2008, Kitaa contaba con 15 municipios, Tunu dos y Avannaa uno.
Las reformas en 2009 sustituyeron a los condados con cuatro municipalidades y dos áreas no incorporadas.
En 2018 el municipio de Qaasuitsup, fue dividido en Avannaata y Qeqertalik, formando actualmente 5 municipios.

## Municipalidades de Groenlandia
| Municipio  | Escudo | Capital   | Superficie  | Población (2018) | Antiguas Municipalidades                                    | Mapa |
| ---------- | ------ | --------- | ----------- | ---------------- | ----------------------------------------------------------- | ---- |
| Sermersooq |        | Nuuk      | 531.900 km² | 21.232 hab       | - Ammassalik - Ittoqqortoormiit - Ivittuut - Nuuk - Paamiut |      |
| Qeqqata    |        | Sisimiut  | 115.500 km² | 9.677 hab        | - Maniitsoq - Sisimiut                                      |      |
| Qeqertalik |        | Aasiaat   | 62.400 km²  | 6.504 hab        | - Aasiaat - Kangaatsiaq - Qasigiannguit - Qeqertarsuaq      |      |
| Kujalleq   |        | Qaqortoq  | 32.000 km²  | 7.589 hab        | - Nanortalik - Narsaq - Qaqortoq                            |      |
| Avannaata  |        | Ilulissat | 522.700 km² | 10.651 hab       | - Ilulissat - Qaanaaq - Uummannaq - Upernavik               |      |

### Áreas no incorporadas
El parque nacional del noreste de Groenlandia es un área no incorporada y no forma parte de ningún municipio. La base aérea de Thule (llamada localmente en groenlandés como Pituffik) es administrada por la Fuerza Aérea de los Estados Unidos de América. 
| Área                                       | Superficie  | Población (2013) | Mapa |
| ------------------------------------------ | ----------- | ---------------- | ---- |
| Parque nacional de Groenlandia del noreste | 972.000 km² | 233 hab          |      |

### Antiguas municipalidades (después de 2009)
El 1 de enero de 2018, el municipio de Qaasuitsup, fue dividido en dos municipios: Avannaata y Qeqertalik.
| Municipio  | Escudo | Capital   | Superficie  | Antiguas Municipalidades                                                                             | Municipalidades Actuales | Creación           | Disolución              | Mapa |
| ---------- | ------ | --------- | ----------- | --- | ------------------------ | ------------------ | ----------------------- | ---- |
| Qaasuitsup |        | Ilulissat | 660.000 km² | - Aasiaat - Ilulissat - Kangaatsiaq - Qaanaaq - Qasigiannguit - Qeqertarsuaq - Uummannaq - Upernavik | - Avannaata - Qeqertalik | 1 de enero de 2009 | 31 de diciembre de 2017 |      |

## Antigua división territorial (1940 - 2008)

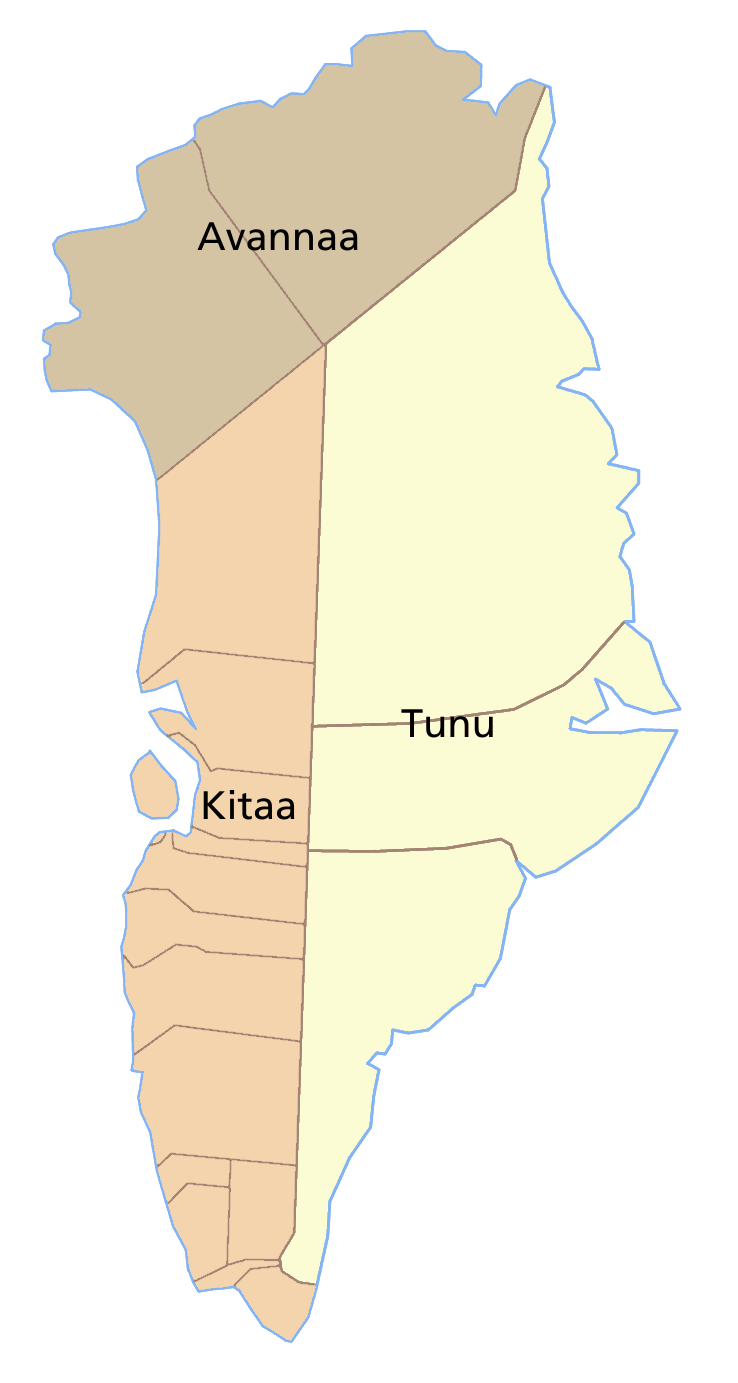
Mapa con los tres condados de Groenlandia.

Anteriormente, Groenlandia estaba dividida en tres condados (danés: amt, plural amter): Groenlandia Occidental (Vestgrønland), Groenlandia Oriental (Østgrønland) y Groenlandia del Norte (Nordgrønland), a su vez divididos en municipalidades. El gran parque nacional del noreste de Groenlandia era parte tanto de Groenlandia del Norte como de Groenlandia Oriental, pero no estaba incorporado a ninguno de los dos. Sin embargo, con la llegada de una mayor autonomía de la isla en 1979 a los condados se les cambiaron los nombres oficialmente a groenlandés. Así, se pasaron a llamar Kitaa , Tunu y Avannaa respectivamente. Para el año 2008, Kitaa contaba con 15 municipalidades, Tunu dos y Avannaa uno.

### Kitaa/Vestgrønland (Groenlandia Occidental)
El condado (danés: amt) con más municipios (15) y el más poblado de Groenlandia. La sede del condado, Nuuk, es también la capital del país y la localidad más poblada. Durante la Guerra Fría, la localidad de Kangerlussuaq era un territorio no incoroporado debido a que estaba bajo control estadounidense. Al terminar la ocupación, la localidad se incorporó en 1992 a la municipalidad de Sisimiut. 
Las municipalidades eran, de norte a sur:  
- Municipalidad de Nanortalik.
- Municipalidad de Qaqortoq.
- Municipalidad de Narsaq.
- Municipalidad de Ivittuut.
- Municipalidad de Paamiut.
- Municipalidad de Nuuk.
- Municipalidad de Maniitsoq.
- Municipalidad de Sisimiut.
- Municipalidad de Kangaatsiaq.
- Municipalidad de Aasiaat.
- Municipalidad de Qasigiannguit.
- Municipalidad de Ilulissat.
- Municipalidad de Qeqertarsuaq.
- Municipalidad de Uummannaq.
- Municipalidad de Upernavik.
- Parque nacional de Groenlandia del noreste. (Pequeña parte no incorporada.)

### Tunu/Østgrønland (Groenlandia Oriental)
El segundo condado más poblado y el segundo con más municipalidades (2: la municipalidad de Ammassalik y la municipalidad de Ittoqqortoormiit). La sede del condado recaía en la localidad más poblada, Tasiilaq, localizada en la municipalidad de Ammassalik. El condado también contaba con la parte sur no incorporada del parque nacional del noreste de Groenlandia, que ocupaba casi toda la mitad norte de su territorio.

### Avannaa/ Nordgrønland (Groenlandia del Norte)
El condado menos poblado y con solo la municipalidad de Qaanaaq como subdivisión administrativa. La sede del condado se localizaba en la localidad más poblada (Qaanaaq). La parte oriental estaba ocupada por el territorio no incorporado del parque nacional del noreste de Groenlandia. Además otra territorio no incorporado; Pituffik o la Base aérea de Thule, administrada por la Fuerza Aérea de Estados Unidos, era un enclave dentro de su territorio.
- Datos: Q743544
- Multimedia: Divisions of Greenland / Q743544